# Fungiidae
Fungiidae — родина кнідарій ряду Мадрепорові корали (Scleractinia). Родина поширена у тропічних та субтропічних водах Індійського та на заході Тихого океану.

## Опис
Це морські, донні тварини, як правило поодинокі. Здатні до пересування, чим подібні до актиній. Деякі види здатні змінювати стать.

## Класифікація
Родина містить 13 сучасних родів та 51 вид:
- Ctenactis
- Cantharellus
- Cycloseris
- Diaseris
- Fungia
- Halomitra
- Heliofungia
- Herpolita
- Lithophyllon
- Podabacia
- Polyphyllia
- Sandalolitha
- Zoopilus